# Dynamind
Dynamind – polska grupa muzyczna wykonująca głównie muzykę rapcore.

## Historia
Zespół powstał w 1992 w Krakowie przez Macieja Kowalskiego i Piotra Jakubowicza. Pięcioosobowa grupa studentów odbywała wówczas próby w Miejskim Domu Kultury na Woli. Początkowo wokalistą grupy był „Gey”, którego zastąpił Rafał „Hau” Mirocha.  W zamierzeniu twórców grupa od początku prezentowała styl muzyczny odbiegający od ówcześnie popularnych trendów. Zgodnie z postawą głównych twórców grupy, („Maciek K.” i „Blackie”) Dynamind nie został ograniczony w jednym stylu muzycznym i był nastawiony na eksperymenty. Na pierwszych dwóch albumach zespół pod względem muzycznym spójnie reprezentował nowatorski wówczas w Polsce nurt rapcore (styl hardcore z elementami hip-hopu). Tworzona przez Rafała Mirochę w języku angielskim warstwa liryczna, prezentowana wokalnie w stylu slangu amerykańskiego, rodziła wrażenie pochodzenia Dynamind z Nowego Jorku. Na trzeciej płycie materiał stanowił świadome odejście od muzyki znanej z dwóch pierwszych wydawnictw i odwrócenie akcentów oraz poszerzenie o sztuczne tworzenie muzyki w formie elektronicznej, samplowanie. Sami muzycy określili muzykę na tym albumie jako niekonwencjonalną.
Pierwszy album zespołu zatytułowany How To Get Your Band Noticed, został wydany pod koniec 1994 nakładem katowickiej wytwórni Metal Mind Productions. Muzyka na płycie przywodziła na myśl dokonania New York Hard Core z rapowanymi wokalizami. W sierpniu 1994 Dynamind wystąpił na Dużej Scenie podczas Festiwalu w Jarocinie, otrzymując przyznaną przez Radę Artystyczną nagrodę (jedną z dziesięciu równorzędnych). Kilka nagrań z koncertu ukazały się jesienią tego samego roku na kasetach z serii „Jarocin '94”. W 1995 formacja odbyła trasę koncertową po klubach całej polski wraz z zespołami Flapjack oraz Illusion. Ponadto 23 kwietnia 1995 zespół zaprezentował się na festiwalu Metalmania '95 w Zabrzu. W maju i czerwcu 1995 Dynamind w 18 miejscach koncertował wraz z Acid Drinkers na trasie pod nazwą Nuclear Mosher Tour.
25 września 1995 premierę miał drugi album zespołu, zatytułowany We Can’t Skate (wydany ponownie przez Metal Mind), zaś dwa tygodnie wcześniej wydano singiel pt. „Buc”. Według wypowiedzi członków zespołu, styl muzyczny na tej płycie odbiegał nieco od debiutanckiego albumu, mimo że nadal w ich muzyce było sporo dawki hardcore'a w hip-hopowym klimacie. Członkowie formacji przyznali jednak, że ich zainteresowanie uległy poszerzeniu. Z drugiej strony uznali, że piosenki na tym krążku są szybsze, a jednocześnie o bardziej rozbudowanych harmoniach. Już wówczas muzycy zadeklarowali, że ich celem jest, aby każdy album zespołu odbiegał stylistycznie od swojego poprzednika. Grupa promowała album na trasie jesienią 1995, w tym w połowie października tego roku wystąpiła na trzech koncertach w Polsce wraz z zespołami Paradise Lost i Flapjack. Na początku 1996 Dynamind  odbywał trasę koncertową wraz z zespołami Illusion i Flapjack.
W czasie swej działalności formacja współpracowała z krakowskim raperem Bolcem, który stworzył teksty i samodzielnie wykonał pełne partie wokalne w dwóch utworach Dynamind na drugiej i trzeciej płycie („Buc”, „Chcemy być)”. Prócz niego na trzecim albumie wystąpił gościnnie wokalista Grzegorz „Guzik” Guziński z zespołu Flapjack, na wydawnictwach którego analogicznie pojawiał się Rafał „Hau” Mirocha. Trzy utwory grupy wydano na ścieżce dźwiękowej z filmu Poniedziałek  w reżyserii Witolda Adamka z 1998.
Muzyka grupy była także prezentowała w polskiej telewizji; koncerty były emitowane w audycji Czad Komando na trasie w dniu 2 października 1995 na antenie TVP1, oraz 1 marca 1996 na antenie TV Polonia.
Po reaktywacji grupy w 2019 został opublikowany minialbum EP pt. Fake Promises. W 2023 premierę miał singiel pt. „Dynamind”, a gościnnie udzielili się w wokaliści Łaciak, Bronek44 i Svist.

## Muzycy
- Piotr „Blackie” Jakubowicz – gitara basowa
- Maciej „Maciek K.” / „HQ Koval” Kowalski – gitara
- Rafał „Hau” Mirocha – śpiew
- Konrad „Konrad” Śmiech – gitara (1994–1996)
- Rafał „Wójek” / „Wujek” Wójcik – perkusja

## Dyskografia
Albumy studyjne
- How To Get Your Band Noticed (1994)
- We Can’t Skate (1995)
- Mix Your Style (1997)

Single
- Buc (1995)
- III (1997)
- Dynamind (2023)

Minialbum
- Fake Promises (2019)

Ścieżka dźwiękowa
- Poniedziałek do filmu pod tym tytułem (1998) – utwory pochodzące z albumu Mix Your Style: „Latino”, „She’s Dancing”, „Super Hero”[17]

Występy gościnne
- Rafał „Hau” Mirocha pojawił się gościnnie na płytach zespołu Flapjack, na płycie Fairplay (1995) w utworach „Active!” oraz „Comic Strip”[18], na płycie Keep Your Heads Down (2012) w utworach „Feud” i „In a Structure”[19].

## Teledysk
- „Latino” (1997), reż. Mariusz Palej[20]